# Monique Adamczak
Monique Adamczak, född 21 januari 1983 i Kensington, New South Wales, Australien, är en australisk professionell tennisspelare. Hon tränas av Roger Federers före detta tränare, Tony Roche.

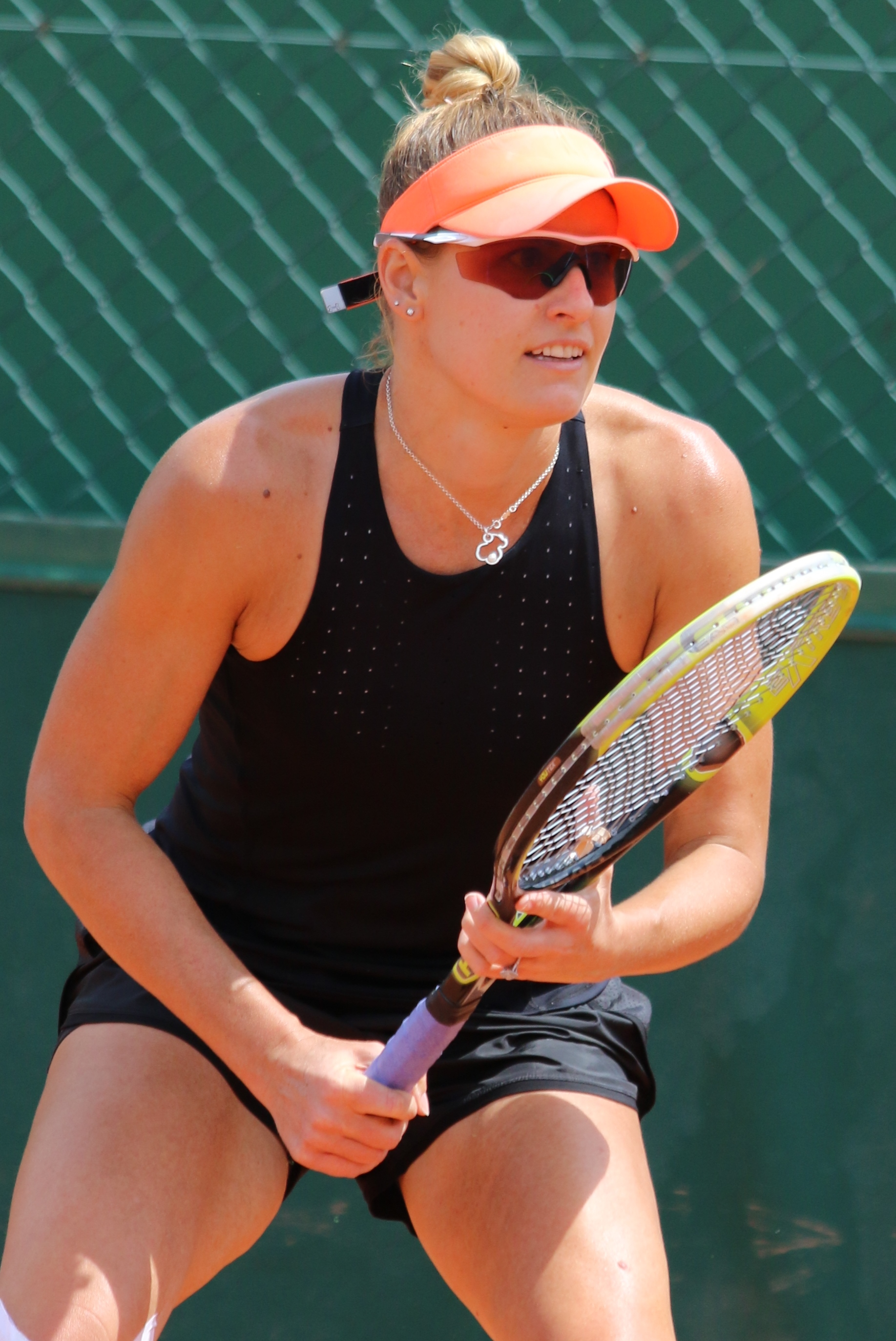

## Spelarkarriär
Adamczak debuterade som professionell spelare 1998, då hon endast var 15 år, vid en ITF-turnering i Lyneham. På sin väg till kvartsfinalen besegrade hon Alicia Molik. Den första titeln kom i september år 2000 i Jaipur. I finalen besegrade hon då hemmafavoriten Manisha Malhotra med 6–2, 2–6, 6–3. 